# Ortstidningar i Väst
Ortstidningar i Väst var en koncern som ger ut ST-tidningen, Lokaltidningen STO, Mölndals-Posten, Kungälvs-Posten och Kungsbacka-Posten. Verkställande direktör var Pontus Roos. 2019 köpte Stampen Media företaget som nu är en del av Stampen Media  som tidningsutgivare.

## ST-tidningen
ST-tidningen är en lokaltidning som ges ut i Stenungsund, Tjörn och Orust. ST-tidningen är både en gratistidning och en prenumererad tidning. Varje torsdag delas ST-tidningen ut till samtliga hushåll i spridningsområdet. Sedan hösten 2006 finns ST-tidningen dessutom som prenumererad tidning tisdagar och lördagar. Då heter den Lokaltidningen STO.  ST-tidningen utkom första gången 1977.